# Patrizio Donati
Patrizio Donati (1588 – 31 de Agosto de 1666) foi um prelado católico romano que serviu como bispo de Minori de 1639 a 1648.

## Biografia
Patrizio Donati nasceu em 1588. No dia 28 de Fevereiro de 1639, foi nomeado durante o papado de Urbano VIII como Bispo de Minori. A 13 de Março de 1639, foi consagrado bispo por Giovanni Battista Maria Pallotta, Cardeal-Sacerdote de San Silvestro in Capite, com Tommaso Carafa, Bispo Emérito de Vulturara e Montecorvino, e Giovanni Battista Altieri, Bispo Emérito de Camerino, servindo como co-consagradores. Serviu como Bispo de Minori até à sua renúncia em Agosto de 1648.
Donati faleceu a 31 de agosto de 1666.

## Sucessão episcopal
Enquanto bispo, foi o co-consagrador principal de:
- Otto Friedrich von Buchheim, (1641);
- Maurizio Solaro di Moretta, (1642);
- Paul Posilovich, (1642);
- Antonius Serra, (1642);
- Pietro Vidoni, (1644);
- Giacomo Accarisi, (1644);
- Nicola Dalmazzo, (1648);
- Thomas Tomassoni, (1652);
- Sallustio Cherubini, (1652);
- Rodrigo Cruzado Caballero, (1652);
- Carlo Nembrini, (1652);
- Giorgio Giorgicci, (1652);
- Celestino Bruni, (1653);
- Domenico Campanella, (1654);
- Benedicto Sánchez de Herrera, (1654);
- Ambrogio Landucci, (1655);
- Sigismondo Isei, (1655);
- Giovanni Battista Federici, (1655);
- Raimondo Castelli, (1656);
- Pietro Jerónimo Martínez y Rubio, (1657);
- Giuseppe Battaglia, (1657); e
- Henri Borghi, (1658).